# 阿哈出
阿哈出（?—?），完顏氏，又作古伦氏，是明朝初年辽东女真胡里改部头人。
其部落原来是元朝在依兰附近设立的五万户之一火儿阿万户。明朝初年南迁到房州（今黑龙江省东宁县大城子古城）。永乐元年（1403年）十一月，明置建州卫，任阿哈出為指挥使，賜姓名李誠善。永乐三年（1405年）十月、永乐七年（1409年）七月，又先后朝贡。
阿哈出的两个儿子釋加奴（李顯忠）、猛哥不花，分別掌建州卫和毛怜卫。兩人死後，又傳位給他們的兒子李满住、撒滿哈失里。《李朝实录》第二册记“帝（明成祖朱棣）为燕王时，纳于虚出女”。于虚出即当时朝鲜史料对阿哈出的称呼。中国史料中没有相关记载:152。父子兄弟“光宠于朝”。

## 延伸阅读
[在维基数据编辑]
 《清史稿/卷222》，出自趙爾巽《清史稿》
 《清史稿/卷222》